# Leptostylopsis cristatus
Leptostylopsis cristatus là một loài bọ cánh cứng trong họ Cerambycidae.